# Плотниковский сельсовет (Косихинский район)
Плотниковский сельсовет — муниципальное образование со статусом сельского поселения и административно-территориальное образование в Косихинском районе Алтайского края России. Административный центр — село Плотниково.

## Население
| 1997 | 1998 | 1999 | 2000 | 2001 | 2002 |
| ---- | ---- | ---- | ---- | ---- | ---- |
| 805  | ↘799 | ↘790 | ↘762 | ↘704 | ↘677 |
| 2003 | 2004 | 2005 | 2006 | 2007 | 2008 |
| ↘661 | ↘619 | ↘612 | ↗618 | ↘583 | ↗586 |
| 2009 | 2010 | 2011 | 2012 | 2013 | 2014 |
| ↗587 | ↘486 | ↘484 | ↘447 | ↘426 | ↘418 |
| 2015 | 2016 | 2017 | 2018 | 2019 | 2020 |
| ↘407 | ↗408 | ↘393 | ↘391 | ↗393 | ↘391 |
| 2021 |      |      |      |      |      |
| →391 |      |      |      |      |      |

По результатам Всероссийской переписи населения 2010 года, численность населения муниципального образования составила 486 человек, в том числе 231 мужчина и 255 женщин.

## Состав сельского поселения
В состав сельского поселения входят 2 населённых пункта:
| № | Населённый пункт | Тип населённого пункта       | Население |
| - | ---------------- | ---------------------------- | --------- |
| 1 | Новозырянка      | село                         | ↘63       |
| 2 | Плотниково       | село, административный центр | ↘363      |

## Кандычный лог
На территории села Плотниково расположен Кандычный лог — изолированный участок ареала, рефугиум кандыка сибирского, занесённого в красные книги Алтайского края и РФ. Во время цветения в конце апреля — начале мая местные жители организуют праздник — «Цвет ты мой кандышный». Также ведутся работы по получению объектом статуса памятника природы.